# Lynn Nixon
Pour les articles homonymes, voir Nixon.
Lynnette ("Lynn") Nixon, née le 7 décembre 1960 à Eldoret au Kenya, est une coureuse cycliste australienne.

## Palmarès sur route

### Jeux Olympiques
- 1992 Barcelone
  - 13e de la course en ligne

### Championnats du monde
- 1995 Duitama
  - 14e de la course en ligne
- 1997 Saint-Sébastien
  - 43e de la course en ligne
  - 15e du contre-la-montre

### Par années
- 1995
  - Mount-Buller
  - 7e étape de Thüringen Rundfahrt
  - 1re et 4e étapes de Mount-Buller
  - 3e du Canberra Milk Race
- 1996
  -  Championne d'Australie sur route
  - Fitchburg Longsjo Classic
  - 4e étape de Street-Skills Cycle Classic
  - 3e et 4e étapes de Fitchburg Longsjo Classic
  - 3e du championnat d'Australie du contre-la-montre
- 1997
  - Bad Schussenried

### Grands tours

#### Tour d'Italie
- 1997 : 25e

#### La Grande Boucle
- - 1995 : 56e
  - 1997 : 24e, victorieuse de la 8e étape